# Vera Thulin
Vera Thulin, senare Mirsky, född 7 juni 1893 i Uppsala, död 9 april 1974 i Stockholm, var en svensk simmare. Hon deltog individuellt i 100 meter frisim samt i stafetten 4x100 meter frisim vid Olympiska sommarspelen 1912 i Stockholm.
Hon var syster till simhopparen Willy Thulin som också deltog i OS 1912.